# FK Dukla Bańska Bystrzyca

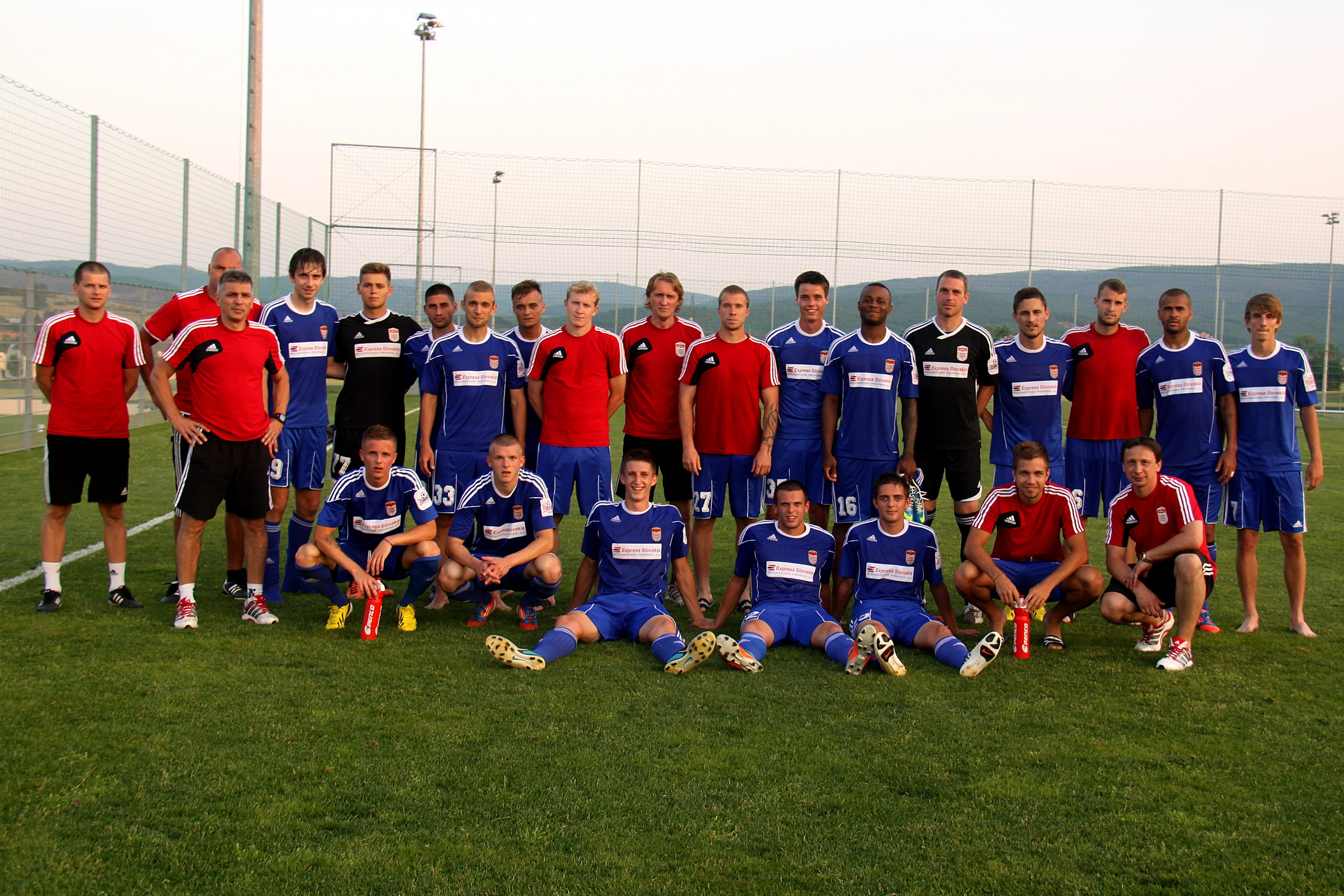
FK Dukla Banská Bystrica (2013)

FK Dukla Banská Bystrica – słowacki klub piłkarski z Bańskiej Bystrzycy. Założony w 1965, rozwiązany w 2017. Mecze rozgrywał na stadionie Słowackiego Powstania Narodowego. Następcą jest, założony w 2017, klub MFK Dukla Banská Bystrica.

## Historia

### Liga czechosłowacka
Klub został założony 1 lipca 1965 jako wojskowy klub VTJ Dukla Banská Bystrica'. W sezonie 1967-68 po raz pierwszy w historii wywalczył awans do najwyższej ligi czechosłowackiej. W 1981 roku przyszedł pierwszy duży sukces dla zespołu, który wygrał rozgrywki o Puchar Słowacji w piłce nożnej. Dało im to prawo uczestniczenia w finałowym meczu o Puchar Czechosłowacji w którym ulegli Dukli Praga po serii rzutów karnych. Kolejny sezon przyniósł drugi w historii spadek z najwyższej ligi. Powrót nastąpił bardzo szybko, bo już w sezonie 1983/84. Dodatkowo sezon ten najlepszym w całej historii występów w lidze czechosłowackiej, ponieważ Dukla ukończyła zmagania na czwartym miejscu. Dzięki temu w kolejnym sezonie zespół po raz pierwszy wystąpił w europejskich pucharach. W latach 1984–1986 Dukla w każdym sezonie była najlepszym słowackim zespołem w lidze czechosłowackiej. W 1992 roku klub przyjął nazwę FK Dukla Bańska Bystrzyca

### liga słowacka
Dukla od momentu rozpoczęcia rozgrywek w 1993 roku uczestniczyła w najwyższej klasie rozgrywkowej. W sezonie 1999-2000 nastąpiła reforma rozgrywek, w wyniku której ligę zmniejszono z 16. do 10. drużyn. Dukla nie zdołała utrzymać miejsca w elicie i na kolejne trzy sezony spadła ligę niżej. Po powrocie klub zaliczył najlepsze lata w swojej historii zdobywając tytuł wicemistrza Słowacji 2003/04 oraz trzecie miejsce rok później. Dodatkowo w trakcie sezonu 2004/2005 udało im się przebrnąć dwie rundy eliminacyjne Pucharu UEFA i odpadli dopiero w pierwszej rundzie po starciu z portugalską SL Benfica. W tym samym roku zespół po raz drugi w historii wywalczył Puchar Słowacji. Kolejne lata nie obfitowały w sukcesy, chociaż w sezonie 2009/2010 udało się po raz ostatni ukończyć zmagania ligowe na podium. W kolejnym sezonie przed meczem eliminacji Ligi Europy UEFA po raz pierwszy dały o sobie znać problemy finansowe. Zawodnicy domagali się pieniędzy, a dodatkowo ulegli gruzińskiej ekipie SK Zestaponi 0:3. Ostatecznie w sezonie 2016/2017 zespół spadł do trzeciej ligi i prezes Ján Kováčik postanowił rozwiązać klub. Młodzieżowe zespoły FK Dukla zostały przejęte przez Milana Smädo właściciela występującego w 3. lidze klubu – ŠK Kremnička, który na jego bazie postanowił utworzyć nowy klub nazwany MFK Dukla Bańska Bystrzyca.

## Sukcesy
- 2. miejsce w I lidze słowackiej – 2003/2004
- 3. miejsce w I lidze słowackiej – 2004/2005, 2009/2010
- 4. miejsce w I lidze czechosłowackiej – 1983/1984
- Pucharu Słowacji – 1981, 2005

## Europejskie puchary
Legenda do wszystkich tabel:
- Q – runda eliminacyjna, 1/16, 1/8, 1/4, 1/2 – odpowiednia faza rozgrywek, Grupa – runda grupowa, 1r gr – pierwsza runda grupowa, 2r gr – druga runda grupowa, F – finał, R – runda, PO – play-off
- k. – rzuty karne, los. – losowanie, Dogr. – dogrywka, w. – zasada bramek strzelonych na wyjeździe

| Sezon     | Rozgrywki   | Runda | Przeciwnik               | Dom | Wyjazd | Ogólnie |
| --------- | ----------- | ----- | ------------------------ | --- | ------ | ------- |
| 1984/85   | Puchar UEFA | 1R    | Borussia Mönchengladbach | 2–3 | 1–4    | 3–7     |
| 1999/2000 | Puchar UEFA | 1R    | AFC Ajax                 | 1–3 | 1–6    | 2–9     |
| 2004/05   | Puchar UEFA | 1Q    | Qarabağ Ağdam            | 3–0 | 1–0    | 4–0     |
| 2004/05   | Puchar UEFA | 2Q    | FC Wil                   | 3–1 | 1–1    | 4–2     |
| 2004/05   | Puchar UEFA | 1R    | SL Benfica               | 0–3 | 0–2    | 0–5     |
| 2005/06   | Puchar UEFA | 2Q    | Groclin Grodzisk         | 0–0 | 1–4    | 1–4     |
| 2010/11   | Liga Europy | 2Q    | SK Zestaponi             | 1–0 | 0–3    | 1–3     |